# Janusz Czerwiński (trener)
Janusz Andrzej Czerwiński (ur. 24 października 1936 w Ostrowi Mazowieckiej) – polski piłkarz ręczny, reprezentant Polski, trener reprezentacji Polski seniorów (1968–1976), reprezentacji Islandii seniorów (1976–1977) i reprezentacji Grecji seniorów (1984–1987), prezes Związku Piłki Ręcznej w Polsce (1988–1996, od 1996 prezes honorowy ZPRP), rektor Akademii Wychowania Fizycznego w Gdańsku (1981–1984 i 1996–2002), profesor zwyczajny.

## Życiorys

### Kariera zawodnicza
Jest wychowankiem Nysy Kłodzko, od 1959 występował w Spójni Gdańsk, od 1963 jako grający trener i w 1965 zdobył z nią wicemistrzostwo Polski (w rozgrywkach drużyn 7-osobowych). Równocześnie był zawodnikiem Słupi Słupsk i grał w rozgrywkach drużyn 11-osobowych. W latach 1962–1965 wystąpił w 11 spotkaniach reprezentacji Polski seniorów (11-osobowej), w tym na mistrzostwach świata w 1963, na których Polska zajęła 4. miejsce. W latach 1961–1962 zagrał też w dwóch spotkaniach reprezentacji Polski seniorów (7-osobowej).

### Kariera trenerska
Karierę trenerską rozpoczął w 1963 roku, obejmując funkcję grającego trenera w Spójni Gdańsk i poprowadził drużynę do zdobycia wicemistrzostwa Polski w 1965 roku. W tym samym roku zakończył karierę zawodniczą. W 1966 sięgnął ze Spójnią po mistrzostwo Polski juniorów, w latach 1968–1969 i 1970 zdobył ze Spójnią mistrzostwo Polski seniorów. W latach 1967–1968 był trenerem reprezentacji Polski juniorów i w 1968 wywalczył z nią srebrny medal światowych igrzysk młodzieży. W latach 1968–1976 prowadził seniorską reprezentację Polski (w latach 1968–1970 wspólnie z Stanisławem Majorkiem, w latach 1970–1972 razem z Marianem Rozwadowskim i Jerzym Tilem, w latach 1972–1976 ponownie ze Stanisławem Majorkiem). Poprowadził tę drużynę na mistrzostwach świata w 1970 (13–16 miejsce), Igrzyskach Olimpijskich w 1972 (10 miejsce), mistrzostwach świata w 1974 (4 miejsce) i Igrzyskach Olimpijskich w 1976, gdzie odniósł razem ze S. Majorkiem największy sukces, zdobywając brązowy medal. Prowadził także akademicką reprezentację Polski, m.in. na akademickich mistrzostwach świata w 1971 (6. miejsce), 1973 (7. miejsce – razem ze Stanisławem Paterką) i 1975 (3. miejsce – razem ze Stanisławem Majorkiem i Marianem Rozwadowskim). W latach 1976–1977 był trenerem reprezentacji Islandii seniorów i w 1977 zajął z nią 4. miejsce w mistrzostwach świata grupy "B". W latach 1984–1987 prowadził bez sukcesów reprezentację Grecji seniorów, w 1987 zajął z tą drużyną 4. miejsce na Igrzyskach Śródziemnomorskich.

### Kariera naukowa i społeczna
W latach 1978–1980 był szefem Wydziału Szkolenia, w latach 1980–1984 wiceprezesem, w latach 1988–1996 prezesem Związku Piłki Ręcznej w Polsce. W 1996 został honorowym prezesem ZPRP. Był jednym z założycieli Europejskiej Federacji Piłki Ręcznej (1991) i następnie działaczem tej organizacji (do 2004), w komisji metodycznej. W latach 1979–1981 był prezesem AZS WSWF Gdańsk.
W 1970 ukończył studia w Wyższej Szkole Wychowania Fizycznego w Poznaniu, w 1972 został pracownikiem Wyższej Szkoły Wychowania Fizycznego w Gdańsku, w Zakładzie (następnie Katedrze) Zespołowych Gier Sportowych. W 1974 obronił w Akademii Wychowania Fizycznego w Poznaniu pracę doktorską Dynamika rozwoju sprawności ogólnej i specjalnej kadry narodowej w piłce ręcznej napisaną pod kierunkiem Zdobysława Stawczyka. W latach 1977–1981 był dziekanem Wydziału Wychowania Fizycznego WSWF w Gdańsku. Po przekształceniu tej uczelni w Akademię Wychowania Fizycznego w 1981 został jej rektorem (1981–1984), w latach 1987–1990 był prorektorem AWF ds. dydaktycznych, w latach 1993–1996 prorektorem ds. nauki, w latach 1996–2002 ponownie rektorem AWF. W latach 1997–2002 był przewodniczącym Konferencji Rektorów AWF. W 1990 habilitował się w Instytucie Kultury Fizycznej w Leningradzie na podstawie pracy Teoretyczno-metodyczne podstawy przygotowania piłkarzy ręcznych w Polsce, w 1996 otrzymał tytuł profesora nauk o kulturze fizycznej, w 1998 tytuł profesora zwyczajnego.
Wśród wypromowanych przez niego doktorów znaleźli się: Mirosława Szark-Eckardt, Alicja Pęczak, Leszek Biernacki, Jerzy Ciepliński, Mirella Stech, Radosław Laskowski.

## Odznaczenia, nagrody i wyróżnienia
- Krzyż Kawalerski Orderu Odrodzenia Polski (1983)
- Diamentowa Odznaka ZPRP (1984)
- wyróżnienie fair play Polskiego Komitetu Olimpijskiego (2000)
- Medal Kalos Kagathos (2001)
- Krzyż Oficerski Orderu Odrodzenia Polski (2002)[3]
- doktorat honoris causa Państwowego Uniwersytetu Wychowania i Sportu w Kijowie (2002)
- doktorat honoris Akademii Wychowania Fizycznego i Sportu im. Jędrzeja Śniadeckiego w Gdańsku (2003)
- doctor philospohiae honoris causa in handball (2003 – tytuł przyznany przez EHF)
- gwiazda w Alei Gwiazd Sportu we Władysławowie (2018)
- Medal Księcia Mściwoja II (2022)[4]
- Srebrny Medal Uniwersytetu Gdańskiego „Bene merito et merenti” (2023)[5]
- doktorat honoris causa Akademii Wychowania Fizycznego Józefa Piłsudskiego w Warszawie (2023)[1]